# Olga Veliciko
Olga Evegeneva Veliciko (în rusă Ольга Евгеньевна Величко; n. 20 noiembrie 1965, Ordjonikidze, RSFS Rusă, URSS) este o fostă scrimeră specializată pe floretă, care a reprezentat Uniunea Sovietică, Echipa Unificată, și Rusia. A fost campioană mondială pe echipe în 1986 și la individual în 1989.
După ce s-a retras din activitatea competițională, a devenit antrenoară de scrimă. Activează în prezent la clubul școlar (СДЮСШОР) din Himki.
Este căsătorită cu fostul floretist Anvar Ibraghimov. Împreună au un copii, Kamil, dublu campion mondial pe echipe la sabie.